# Université préfectorale de Yamaguchi
L'Université préfectorale de Yamaguchi (山口県立大学, Yamaguchi kenritsu daigaku) est une université publique du Japon située dans la ville de Yamaguchi.